# 애티커스 로스
애티커스 로스(Atticus Matthew Cowper Ross, 1968년 1월 16일 ~ )는 잉글랜드의 음악가, 작곡가, 음악 프로듀서, 음향기사이다.